# Plaza Vea
Plaza Vea (estilizado como plazaVea) es una cadena de supermercados e hipermercados peruana que pertenece al conglomerado peruano Intercorp el cual también alberga los supermercados Vivanda, Mass y Makro. Con 103 locales a inicios del año 2018, es la cadena de supermercados e hipermercados más grande del Perú en cuanto a número de locales.

## Historia
Los orígenes de Plaza Vea se remontan hacia la década de los años 1990, cuando la cadena de supermercados Santa Isabel ingresó a operar al Perú en septiembre de 1993 abriendo su primer local en el distrito de San Borja (donde hoy funciona el centro comercial La Rambla), con la desaparición del anterior supermercado Scala Gigante debido a la crisis económica que atravesaba el país. Poco después la cadena compró los locales libres de Maxi en la ciudad de Lima y ocupó algunos locales de los supermercados Monterey.
Transcurridos algunos años, en el 2000, Santa Isabel, como parte de la operación regional como grupo, es comprada por Disco-Ahold Perú como parte de Ahold.Con estos hechos, se lanza Plaza Vea, ya que en ese momento se decide inaugurar sus supermercados con más de 4000 metros cuadrados (Proyecto P4K), marca que Ahold ya operaba en Argentina, o como Tops en Santiago de Chile. El primer local con el nuevo formato fue abierto el 1 de octubre de 2001 en el emblemático Jockey Plaza Shopping Center. Luego de la crisis de Ahold en el mundo, y en la decisión de recapitalizarse, en diciembre de 2003 vendió las operaciones peruanas a Intercorp, creando la razón social Supermercados Peruanos S.A., el 1 de enero de 2004. Luego, debido a temas de meramente comerciales y de ventas, ya que Santa Isabel en Chile era del grupo Cencosud, entre 2006 y 2009 todos los supermercados Santa Isabel se convirtieron en Plaza Vea o Vivanda (excepto el de la Residencial San Felipe, que debido a la oposición de los vecinos no se convirtió en Plaza Vea y en su lugar ingresó un Supermercado Metro).
Plaza Vea fue expandiéndose con la apertura de diversos supermercados por toda la ciudad de Lima durante casi cuatro años. A inicios de 2007, la cadena decide dejar Lima para incursionar por primera vez en otras ciudades peruanas. De esta manera, se inauguró un supermercado Plaza Vea en la ciudad de Trujillo, convirtiéndose así en el primer supermercado en salir a provincias, tras la quiebra de Supermercados Monterey en 1993.
En 2008 costado del Royal Plaza el hipermercado Metro fue retirado y reemplazando en supermercado, Metro logro inaugurar su local a lado del antiguo local.
Posteriormente se llevaron a cabo otras aperturas en Chiclayo, Callao, Huancayo, Ica, Chimbote y Arequipa. El 28 de noviembre de 2013, la cadena relanza con un nuevo logo y nueva identidad corporativa, aunque algunas filiales aún conservan el clásico logo de la bolsita Hasta enero de 2018, opera 103 locales en todo el Perú, lo que la convierte en la cadena más grande de sus rubros en ese país.

## Logotipos
- Octubre 2001 - Noviembre 2013

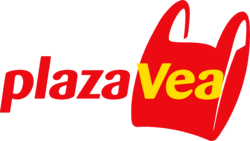
Logo de Plaza Vea (2001-2013)

Consiste que es una bolsa de compras de color rojo. con los colores de "Plaza" en rojo y " Vea" en color amarillo y dentro de la bolsa de compras. Ocasionalmente se usaban variantes tales como el logotipo alternativo de colores invertidos, solo la bolsa, con el eslogan "Todo cuesta menos", o con los sufijos super (2007-2013) y express (sólo 2013)
Como dato curioso, aún se puede ver en las fachadas de Jockey Plaza y algunos sucursales, como PlazaVea Súper Corpac.
- Desde noviembre de 2013

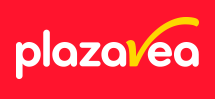
Logo actual de Plaza vea (desde 2013)

Consiste con un cheque amarillo (que reemplazó a la bolsa de compras, que fue utilizado desde  2001) y que era la V, la palabra "plaza" y "ea" en " Vea" con tipografía Avenir Bold. y estilizado como plazaVea (plaza✓ea) . Se usan variantes, tales como el "check" amarillo, el logotipo alternativo de colores invertidos, el logo de la página web, el círculo corporativo del 2013-2016, con el eslogan, y las variantes con los sufijos super, hiper y express desde 2014.
Este logotipo, fue diseñado por la agencia peruana vm&.

## Eslóganes
- 2001-2013: Todo cuesta menos
- 2001.2013: Dónde todo cuesta menos (varios)
- 2013-2018: Ahorra más, disfruta más
- 2018-presente: Precios bajos, todos los días

## Tarjetas

### Tarjeta Vea (2001-2013)
La "Tarjeta Vea" fue una tarjeta que operó en el Perú, exclusiva de Plaza Vea. Actualmente esta tarjeta ya no se comercializa y está fuera de circulación. Entró en circulación en 2001 con el nombre de "Tarjeta Válida", en 2004 cambió al nombre a "Tarjeta Vea", con el que operó hasta su desaparición en 2013.

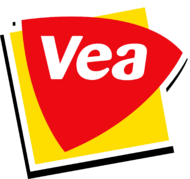
Logo 2001-2008

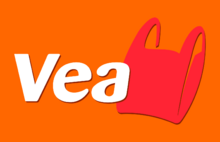
Logo 2008-2013

### Tarjeta Oh! (tarjeta vigente de Plaza Vea) (2013-actualidad)
La "Tarjeta Oh!" (perteneciente a Oechsle) ingresó a Plaza Vea en 2013 y desde 2014 es oficial en la cadena de supermercados al ser compartida por todas las marcas del Grupo Intercorp.

## Página web
La actual página web de Plaza Vea fue lanzada el 1 de marzo de 2017 gracias a Supermercados Peruanos S.A. e Intercorp, con el objetivo de potenciar las compras en línea. Fue nombrada PlazaVea.com.pe.

### CyberVea
Es un lugar dentro de la página web de Plaza Vea por el cual los clientes podrán comprar artículos tecnológicos. Fue lanzado el 1 de marzo de 2017.

### Agora Shop
Aplicación web oficial de Plaza Vea por el cual los clientes podrán comprar artículos en línea. Fue lanzado en mayo de 2022.

## Galería
|                    |
| Plaza Vea Moquegua |

|  |
|  |

|  |
|  |